# Валанс-сюр-Баїз
Вала́нс-сюр-Баї́з (фр. Valence-sur-Baïse) — муніципалітет у Франції, у регіоні Окситанія, департамент Жер. Населення — 1127 осіб (01.01.2021).
Муніципалітет розташований на відстані близько 580 км на південь від Парижа, 95 км на захід від Тулузи, 31 км на північний захід від Оша. За один кімлометр від міста розташоване абаство Фларан, одне з найкраще збережений середньовічних абатств Франції.

## Історія
До 2015 року муніципалітет перебував у складі регіону Південь-Піренеї. Від 1 січня 2016 року належить до нового об'єднаного регіону Окситанія.

## Демографія
Динаміка населення (INSEE ):
Розподіл населення за віком та статтю (2006):
| Стать | Всього | До 15 років | 15-24 | 25-44 | 45-64 | 65-85 | Понад 85 |
| --- | ------ | ----------- | ----- | ----- | ----- | ----- | -------- |
| Чоловіки | 608    | 116         | 40    | 140   | 164   | 128   | 20       |
| Жінки | 612    | 92          | 40    | 164   | 156   | 132   | 28       |
| \| Статево-вікова піраміда \| Статево-вікова піраміда \| Статево-вікова піраміда \| \| ----------------------- \| ----------------------- \| ----------------------- \| \| Чоловіки \| Вік \| Жінки \| \| 20 \| 85 + \| 28 \| \| 28 \| 80-84 \| 24 \| \| 28 \| 75-79 \| 48 \| \| 48 \| 70-74 \| 24 \| \| 24 \| 65-69 \| 36 \| \| 36 \| 60-64 \| 28 \| \| 36 \| 55-59 \| 48 \| \| 40 \| 50-54 \| 40 \| \| 52 \| 45-49 \| 40 \| \| 28 \| 40-44 \| 24 \| \| 44 \| 35-39 \| 52 \| \| 44 \| 30-34 \| 56 \| \| 24 \| 25-29 \| 32 \| \| 16 \| 20-24 \| 20 \| \| 24 \| 15-20 \| 20 \| \| 28 \| 10-14 \| 20 \| \| 56 \| 5-9 \| 36 \| \| 32 \| 0-4 \| 36 \| |        |             |       |       |       |       |          |
| Статево-вікова піраміда |        |             |       |       |       |       |          |
| Чоловіки | Вік    | Жінки       |       |       |       |       |          |
| 20 | 85 +   | 28          |       |       |       |       |          |
| 28 | 80-84  | 24          |       |       |       |       |          |
| 28 | 75-79  | 48          |       |       |       |       |          |
| 48 | 70-74  | 24          |       |       |       |       |          |
| 24 | 65-69  | 36          |       |       |       |       |          |
| 36 | 60-64  | 28          |       |       |       |       |          |
| 36 | 55-59  | 48          |       |       |       |       |          |
| 40 | 50-54  | 40          |       |       |       |       |          |
| 52 | 45-49  | 40          |       |       |       |       |          |
| 28 | 40-44  | 24          |       |       |       |       |          |
| 44 | 35-39  | 52          |       |       |       |       |          |
| 44 | 30-34  | 56          |       |       |       |       |          |
| 24 | 25-29  | 32          |       |       |       |       |          |
| 16 | 20-24  | 20          |       |       |       |       |          |
| 24 | 15-20  | 20          |       |       |       |       |          |
| 28 | 10-14  | 20          |       |       |       |       |          |
| 56 | 5-9    | 36          |       |       |       |       |          |
| 32 | 0-4    | 36          |       |       |       |       |          |

## Економіка
2010 року серед 641 особи працездатного віку (15—64 років) 458 були активними, 183 — неактивними (показник активності 71,5%, у 1999 році було 65,5%). З 458 активних мешканців працювали 423 особи (215 чоловіків та 208 жінок), безробітними було 35 (11 чоловіків та 24 жінки). Серед 183 неактивних 47 осіб було учнями чи студентами, 69 — пенсіонерами, 67 були неактивними з інших причин.

У 2010 році в муніципалітеті числилось 541 оподатковане домогосподарство, у яких проживали 1154,5 особи, медіана доходів виносила 14 803 євро на одного особоспоживача